# Thai-Son Kwiatkowski
Thai-Son Kwiatkowski (Charlotte, 13 febbraio 1995) è un ex tennista statunitense con cittadinanza vietnamita.

## Biografia
La madre Wendi Le è nata in Vietnam e si è trasferita negli USA a 5 anni. Il padre Tim Kwiatkowski è di famiglia statunitense-vietnamita ed è nato in Polonia, entrambi hanno studiato all'Università della Virginia. Thai-Son Kwiatkowski inizia a giocare a tennis a 5 anni con la nonna, che era una grande appassionata e giocava nel locale club di tennis in Carolina del Nord. A 8 anni partecipa ai suoi primi tornei giovanili.

## Carriera

### Tra gli juniores e nei campionati di College
Il suo miglior risultato tra gli juniores è la semifinale raggiunta in singolare nel 2012 all'Orange Bowl, persa contro Laslo Đere. Nel 2013 raggiunge il 13º posto nel ranking mondiale dell'ITF Junior Circuit. Quell'anno inizia gli studi all'Università della Virginia ed entra nella squadra di tennis dell'ateneo con cui giocherà fino al 2017, quando si laurea in Commercio. Guida la squadra alla conquista di 3 titoli nel campionato statunitense dei College NCAA tra il 2015 e il 2017. Nell'ultimo anno si laurea campione nazionale NCAA in singolare.

### Tra i professionisti
Fa le sue prime apparizioni tra i professionisti nel 2010 sia in singolare che in doppio in tornei del circuito ITF. Impegnato nei campionati dei College, alza il primo trofeo del circuito professionistico nel giugno 2016 imponendosi in coppia con Mac Styslinger nel torneo ITF USA F17 di Charlottesville. Il primo titolo in singolare arriva nel dicembre successivo al torneo ITF Puerto Rico F1 di Mayagüez con il successo in finale su Alexios Halebian.
Nel luglio 2017 debutta nel tabellone principale di un torneo del circuito maggiore a Newport ed esce di scena al primo turno. Il mese successivo fa il suo esordio in una prova del Grande Slam grazie a una wild card agli US Open, dove viene eliminato da Miša Zverev al primo turno. Nell'aprile 2019 disputa la sua prima finale dell'ATP Challenger Tour al torneo di doppio di Tallahassee, gioca in coppia con Noah Rubin e cedono in tre set a Roberto Maytín / Fernando Romboli.
Nella prima parte del 2020 si aggiudica i suoi primi titoli Challenger, a febbraio vince la finale di singolare al Newport Beach Challenger Series superando Daniel Elahi Galán per 6–4, 6–1. A marzo vince il torneo di doppio all'Indian Wells Challenger Series in coppia con Denis Kudla, sconfiggendo in tre set Sebastian Korda / Mitchell Krueger. A febbraio raggiunge inoltre quello che sarà rimarrà il suo best ranking di singolare al numero 181. In agosto riceve un'altra wild card per il tabellone principale degli US Open e viene eliminato al primo turno da Kwon Soon-woo.
Nel febbraio 2021 ottiene la cittadinanza vietnamita e da quel momento gioca in rappresentanza del Paese asiatico da dove ha origine la sua famiglia. Ha raggiunto questo scopo dopo aver giocato per due anni in diversi tornei locali per una squadra di Hanoi.
Nell'agosto del 2024, anno in cui vince i suoi ultimi 2 tornei ITF in singolare, annuncia il ritiro all'età di 29 anni e da numero 299 del ranking. Disputa il suo ultimo torneo in singolare a Winston-Salem perdendo al secondo turno di qualificazioni, successivamente entra come wild card agli US Open in doppio misto con Ashlyn Krueger, ottenendo la sua prima vittoria nel circuito maggiore e venendo sconfitto al secondo turno, chiudendo così la carriera.

## Statistiche

### Tornei minori

#### Singolare

##### Vittorie (8)
| Legenda tornei minori |
| Challenger (1)        |
| ITF (7)               |

| N. | Data            | Torneo                                         | Superficie | Avversario in finale | Punteggio |
| 1. | 2 febbraio 2020 | Newport Beach Challenger Series, Newport Beach | Cemento    | Daniel Elahi Galán   | 6–4, 6–1  |

#### Doppio

##### Vittorie (5)
| Legenda tornei minori |
| Challenger (1)        |
| Futures (4)           |

| N. | Data         | Torneo                                       | Superficie | Compagno    | Avversari in finale              | Punteggio        |
| 1. | 7 marzo 2020 | Indian Wells Challenger Series, Indian Wells | Cemento    | Denis Kudla | Sebastian Korda Mitchell Krueger | 6–3, 2–6, [10–6] |